# Cairns
Cairns je město a přístav v severním Queenslandu v Austrálii. Město má asi 152 000 obyvatel. Ve městě se nachází jeden z domovských přístavů australského královského námořnictva.

## Historie
Cairns bylo založeno v roce 1876 jako přístav pro zlaté doly.
Bylo pojmenováno podle guvernéra Queenslandu, Williama Wellingtona Cairnse.

## Průmysl
V okolí města jsou četné plantáže cukrové třtiny.

## Turistika
Cairns je turistické město, v blízkosti je Velký bariérový útes. Velmi oblíbený je také Národní park Daintree, který se nachází asi 100 km severozápadně od města.

## Klima a flóra
Město se nachází ve tropickém pásu. Lednové teploty zde mohou přesáhnout hranici 30 °C a červencové teploty se pohybují kolem 22 °C. Mezi lednem a březnem se zde objevují i monzunové deště.
Cairns se stává pro turisty stále populárnější destinací, hlavně díky tomu že se nachází na pomezí deštných lesů a suchých stepí tzv. bushe.

## Vzdělání
Cairns nabízí studium na James Cook University, tato škola se také nachází ve Brisbane, Townsville a Mackay.
Také se zde nachází jedna ze sítí odborných škol CQUniversity, kterou navštěvují hlavně zahraniční studenti.

## Partnerská města
- Lae, Papua Nová Guinea (provincie Morobe), od roku 1984
- Minami, Japonsko (prefektura Tokušima), od roku 1969
- Ojama, Japonsko (Prefektura Točigi), od 15. června 2006
- Riga, Lotyšsko, 1990
- Scottsdale Arizona, USA, 1987
- Sidney, Britská Kolumbie, Kanada, 1984
- Čan-ťiang, Čína (provincie Kuang-tung), 2005[2]